# Romeral (volcan)
Pour les articles homonymes, voir Romeral.
Le Romeral est un stratovolcan de Colombie.